# Heinz Stuy
Heinz Stuy (Wanne-Eickel, Németország, 1945. február 6. –) holland labdarúgó, kapus.

## Pályafutása
1963 és 1967 között a Telstar csapatában játszott. 1967 és 1976 között az Ajax labdarúgója volt, ahol négy bajnoki címet és három holland kupa győzelmet ért el a csapattal. Tagja volt az Ajax sorozatban háromszor bajnokcsapatok Európa-kupáját nyerő csapatának. 1976 és 1978 között az FC Amsterdam együttesében védett.

## Sikerei, díjai
AFC Ajax
- Holland bajnokság
  - bajnok (4): 1967–68, 1969–70, 1971–72, 1972–73
- Holland kupa
  - győztes (3): 1970, 1971, 1972
- Bajnokcsapatok Európa-kupája
  - győztes (3): 1970–71, 1971–72, 1972–73
- UEFA-szuperkupa
  - győztes: 1972, 1973
- Interkontinentális kupa:
  - győztes: 1972